# Egil Rasmussen Fredericia
Egil Rasmussen Fredericia A/S er en dansk tømrer- og entreprenørvirksomhed med hovedkvarter i Fredericia og afdelinger i Aarhus, Horsens og Esbjerg. Virksomheden blev etableret som en tømrervirksomhed af  tømrer Egil Rasmussen i 1937. Det nuværende aktieselskab blev etableret i 1995 og ejes af 16 medarbejdere. I 2023 havde de 200 fuldtidsansatte. Årsomsætningen var i 2023 på 650 mio. kroner.